# Berlin Ostbahnhof
Berlin Ostbahnhof (niem. Dworzec Wschodni) – jeden z jedenastu dworców kolejowych obsługujących ruch dalekobieżny w Berlinie, w dzielnicy Friedrichshain, w okręgu administracyjnym Friedrichshain-Kreuzberg.
Dworzec posiada dwie hale peronowe o konstrukcji w postaci stalowych łuków. Mniejsza hala południowa mieści trzy perony z pięcioma torami, większa północno-wschodnia – dwa perony dalekobieżne z czterema torami i dwa perony szybkiej kolei miejskiej z czterema torami. Oprócz niej dworzec obsługiwany jest przez linie autobusowe Berliner Verkehrsbetriebe.

## Historia
Dworzec powstał w 1842 pod nazwą Frankfurter Bahnhof jako czołowy dworzec stanowiący zachodnie zakończenie Kolei Frankfurckiej (prowadzącej do Frankfurtu nad Odrą). W 1845 nastąpiło połączenie kolei frankfurckiej z Koleją Dolnośląsko-Marchijską, zatem przemianowano go na Niederschlesisch-Märkischer Bahnhof (Dworzec Dolnośląsko-Marchijski). Po upaństwowieniu linii w 1852 zmieniono nazwę ponownie, tym razem na Schlesischer Bahnhof (Dworzec Śląski).
W 1882 zbudowano przebiegającą w kierunku wschód-zachód kolej wiaduktową, a Dworzec Śląski przebudowano na układ przelotowy. W czasie przebudowy pociągi odprawiano z Dworca Wschodniego (Ostbahnhof), który następnie został zamknięty.
W 1950 Dworzec Śląski, który znalazł się w radzieckiej strefie okupacyjnej, przemianowano ze względów politycznych na Wschodni. W 1987 dworzec, który w międzyczasie otrzymał nowy budynek wejściowy, przemianowano na Berlin Hauptbahnhof, zaś w 1998, po renowacji wnętrz, powrócono do nazwy Ostbahnhof, mimo głosów sugerujących powrót do tradycyjnej nazwy Schlesischer Bahnhof.